# Chocolate Pacari
Paccari es una empresa ecuatoriana centrada en la comercialización de chocolate y productos derivados. Fue fundada en el año 2002 en Quito por  Santiago Peralta y Carla Barboto, quienes optaron por potenciar la industria chocolatera en Ecuador, dándole un valor agregado, ofreciendo al mercado productos totalmente orgánicos.

## Historia
La empresa ecuatoriana Paccari se fundó en el año 2002 por Santiago Peralta y Carla Barboto,  constituyéndose como una de las empresas élite en confitería.  
La palabra pacari se traduce al quechua como "naturaleza", mientras que el logotipo representa el glifo de un hombre árbol de hace más de 5500 años perteneciente a la cultura Valdivia de la zona costera del Ecuador..
Paccari nació con la idea de cambiar la perspectiva que se tenía acerca de la producción de cacao dentro del país latinoamericano, apostando por el cacao arriba, el cual es una variante de cacao que se cosecha en Ecuador. 
La marca promueve la labor de agricultores de Ecuador en donde la mano de obra para esta empresa, constituye la base de su producción ya que, gracias al trabajo de alrededor de 3500 familias, la empresa brinda productos de calidad en el mercado interno como externo.

## Compromiso con el medio ambiente
Su compromiso con el medio ambiente parte desde su creación, con el objetivo principal de crear un producto 100% natural y orgánico. Para lograr esto, en sus cultivos emplean ingredientes totalmente orgánicos; además de que hacen uso de un comercio justo (Fair trade) en conjunto con la responsabilidad social (proyectos sociales).
Paccari en conjunto con la WWF realizan una acción medio ambiental justa con la finalidad de preservar el medio ambiente y las especies autóctonas de Ecuador, razón por la cual la marca sacó una línea de barras de chocolate con los animales emblemáticos en peligro de extinción del Ecuador con la finalidad de promover su conservación dando de igual manera a conocer la labor conjunto con esta organización.

## Materia prima y productos
La principal materia prima empleada por Paccari es el cacao arriba de Ecuador. 
Productos:
- Cacao en polvo
- Cacao para niños
- Trozos de cacao
- Barras de chocolate
- Frutas y semillas bañadas en chocolate negro
- Single origin: esta línea de barras de chocolate, se caracterizan por la pureza del cacao arriba cuyo lema son las provincias del Ecuador: Esmeraldas 60% cacao, Los Ríos 72%, Manabí 65% y Raw 70%.
- Raw: son barras que se caracterizan por conservar los sabores  y propiedades nutricionales, lo que le convierte a estas barras en un producto singular de la marca, como: 1-Raw 70% cacao
- Gift Boxes.
- Andean flavor collection: este conjunto de barras posee los cuatro sabores característicos de los Andes, ejemplo: Salt nibs, Merkén, Andean Blueberry y Lemongrass[2]

- Caja de chocolates: con la finalidad de conservar las especies autóctonas de Ecuador, esta marca a través de sus líneas de chocolates, plasmó al delfín rosado, jaguar, tapir y mono capuchino, en colaboración con la WWF.
- Cajas de chocolate con temática de las provincias del Ecuador (Esmeraldas, Manabí, Los Ríos)